# اتفاق السادة

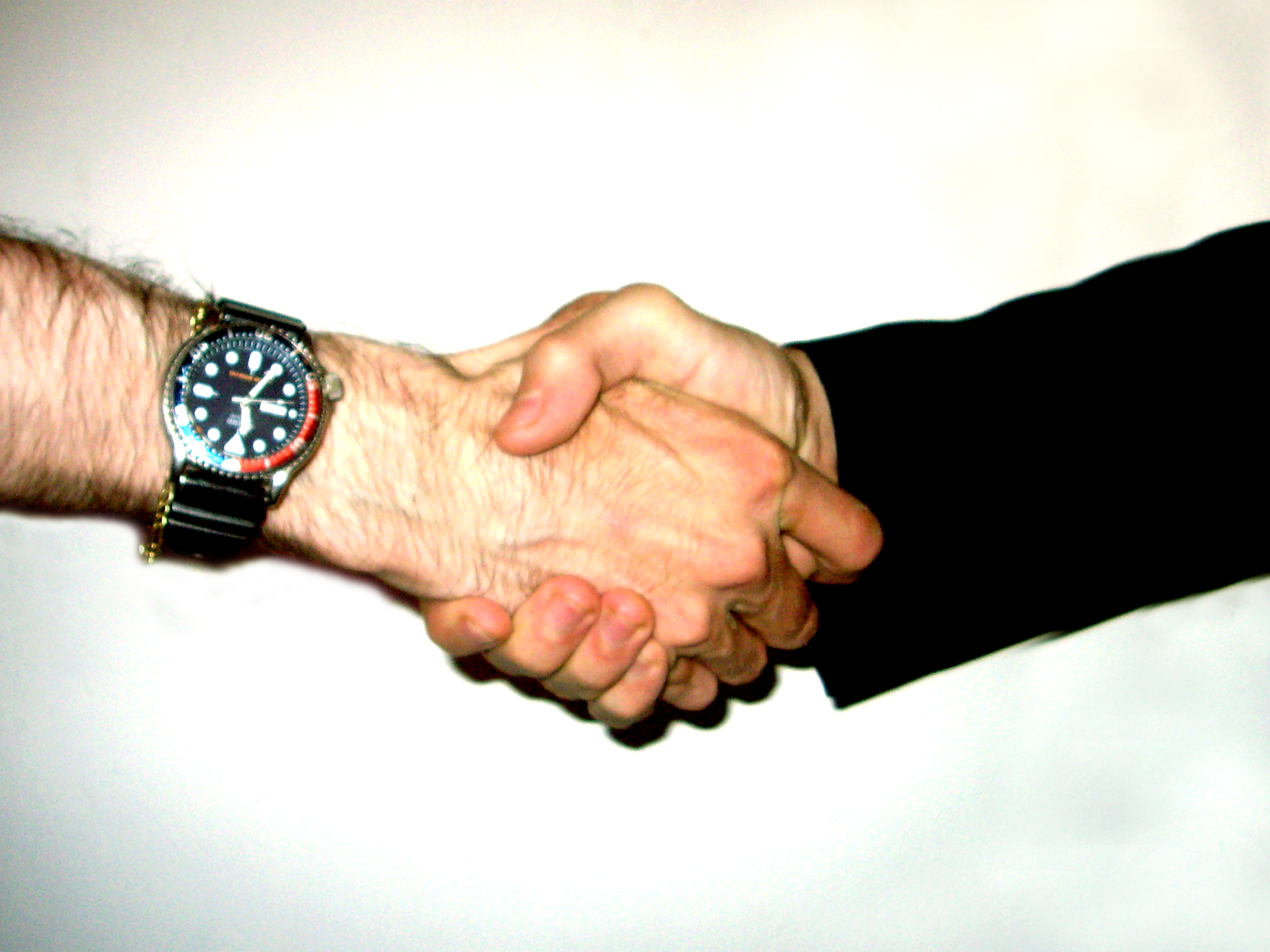

اتفاق السّادة أو اتفاق النبلاء (بالإنجليزية: Gentlemen's agreement)‏ أو الاتفاق الشفهي هو اتفاق غير رسمي، وغير ملزم قانوناً بين طرفين أو أكثر. وعادةً ما يكون هذا النوع من الاتفاق شفهياً، على الرغم من أنه قد يكون مكتوباً أو يُفهم ببساطة، كجزء من اتفاق غير معلن، بموجب اتفاقية أو من خلال آداب متبادلة المنفعة. إن جوهر «اتفاق الشرفاء»، هو أنه يعتمد على شرف الأطراف لتحقيقه، بدلاً من أن يكون قابلاً للتنفيذ بأي طريقة. وبالتالي، فهو يختلف ويتميز عن «الإتفاق القانوني» أو «العقد».

## التاريخ
ظهرت عبارة اتفاق السادة أو اتفاق النبلاء لأول مرة على ما يبدو في سجلات البرلمان البريطاني لعام 1821، وفي السجلات العامة لماساتشوستس لعام 1835م. ويستشهد قاموس أوكسفورد الإنجليزي بقصص مجموعة بي. جي. ودهاوس لعام 1929، والسيد مولينر يتحدث كأول ظهور لهذا المصطلح، 

### في الصناعة
أورد أحد المصادر أن اتفاق السادة، الذي تم تعريفه مطلع القرن العشرين على أنه «اتفاق بين السادة الذين يتطلعون إلى التحكم في الأسعار»، هو أكثر أشكال «التجمع» روعة. تم الإبلاغ عن وجود هذه الأنواع من الاتفاقات في كل نوع من أنواع الصناعة، والعديد منها في صناعات الفولاذ والحديد. أكد تقرير صادر عن مجلس النواب بالولايات المتحدة يشرح بالتفصيل تحقيقهم في شركة الولايات المتحدة للصلب، أن هناك نوعين عامين من الارتباطات الفضفاضة أو التوحيد بين المصالح الفولاذية والحديدية في التسعينيات من القرن التاسع عشر، والتي احتفظت فيها الاهتمامات الفردية بالملكية بالإضافة إلى درجة كبيرة من الاستقلال: «التجمع» واتفاق الشرفاء. النوع الأخير يفتقر إلى أي منظمة رسمية لتنظيم الإنتاج أو الأسعار، كما أنه لا يحتوي على أي أحكام للمصادرة في حالة حدوث مخالفة. اعتمدت فعالية الاتفاق على الأعضاء للوفاء بالتعهدات غير الرسمية.
في صناعة السيارات، اتفق المصنّعون اليابانيون على أنه لا يوجد أي سيارة إنتاج لديها أكثر من 276 حصانًا (206 كيلوواط؛ 280 حصانًا)؛ انتهى هذا الاتفاق في عام 2005. يحدد المصنعون الألمان السرعة القصوى للصالونات عالية الأداء (سيارات السيدان) وعربات المحطة إلى 250 كيلومترًا في الساعة (155 ميلًا في الساعة). عندما تجاوزت دراجة نارية سوزوكي هايابوسا 310 كم / ساعة (190 ميلاً في الساعة) في عام 1999، دفعت المخاوف من فرض حظر أوروبي أو حملة تنظيمية صناع الدراجات النارية اليابانية والأوروبية إلى الموافقة على حد 300 كم / ساعة (186 ميلاً في الساعة) في أواخر عام 1999. انظر قائمة أسرع إنتاج الدراجات النارية.

### علاقات دولية
تطورت المشاعر المعادية لليابان على الساحل الغربي. لم يرغب الرئيس الأمريكي ثيودور روزفلت في غضب اليابان من خلال إصدار تشريع لمنع الهجرة اليابانية إلى الولايات المتحدة، كما كان الحال بالنسبة للهجرة الصينية. بدلاً من ذلك، كان هناك اتفاق غير الرسمي بين الولايات المتحدة واليابان، حيث تأكدت اليابان من أنه كان هناك تحرك ضئيل للغاية أو معدوم إلى الولايات المتحدة. وقدمت الاتفاقات وزيرة الخارجية، اليهو روت وزير الخارجية الياباني، هاياشي. حظرت الاتفاقية هجرة العمال اليابانيين إلى الولايات المتحدة، وألغت أمر الفصل الصادر عن مجلس مدرسة سان فرانسيسكو في كاليفورنيا، والذي أذل اليابانيين وأغضبهم. لا تنطبق الاتفاقية على إقليم هاواي، التي كانت تُعامل في ذلك الوقت على أنها منفصلة ومتميزة عن الولايات المتحدة. ظلت الاتفاقيات سارية حتى عام 1924، عندما منع الكونغرس جميع الهجرة من اليابان.

### سياسات التجارة
أصبحت اتفاقيات السادة لتنظيم الأنشطة الدولية مثل تنسيق السياسات النقدية أو التجارية. وفقًا لإدموند أوسميتشيك في موسوعة الأمم المتحدة والاتفاقات الدولية، يُعرّف أيضًا بأنه «مصطلح دولي لاتفاق تم التوصل إليه شفهيًا وليس كتابيًا، لكنه صالح قانونيًا بالكامل». قد يسمح هذا النوع من الاتفاقية للأمة بتجنب المتطلبات القانونية المحلية للدخول في معاهدة رسمية، أو قد يكون مفيدًا عندما تريد الحكومة الدخول في اتفاقية سرية غير ملزمة للإدارة التالية. وفقًا لمؤلف آخر، فإن جميع الاتفاقيات الدولية هي اتفاقيات للسادة، لأنها في حالة الحرب، كلها غير قابلة للتنفيذ. أشار اوسمانكزيك إلى أن هناك فرقًا بين اتفاقيات السادة المفتوحين والاتفاقيات الدبلوماسية السرية. في الولايات المتحدة، تم فرض حظر على اتفاقات السادة في العلاقات التجارية بين الدول في عام 1890، لأن الطبيعة السرية لهذه الاتفاقات كانت خارجة عن سيطرة أي شخص.
في قانون العقود الإنجليزية، لكي تكون الاتفاقية ملزمة، يجب أن تكون هناك نية لإقامة علاقات قانونية، ولكن في التعاملات التجارية (أي الاتفاقات التي ليست بين أفراد الأسرة أو الأصدقاء) هناك افتراض قانوني بوجود «نية لإقامة علاقات قانونية». ومع ذلك، في قضية شركة روز فرانك ضد جيه آر كرومبتون بروس المحدودة لعام 1925، أقر مجلس اللوردات أن العبارة، «هذا الترتيب ليس... اتفاقية رسمية أو قانونية... ولكن ليس سوى سجل نية الأطراف» كانت كافية لدحض الافتراض المذكور.

## في التمييز العنصري
اتفاق الشرفاء كان تكتيكا تمييزياً يستخدم على نطاق واسع، كما ورد، أكثر شيوعًا من العهود التقييدية في الحفاظ على تجانس أحياء الضواحي في الولايات المتحدة. جعلت طبيعة هذه الاتفاقيات، من الصعب للغاية إثباتها أو تتبعها، وكانت فعالة بعد فترة طويلة من صدور أحكام المحكمة العليا في الولايات المتحدة في قضية شيللي ضد كرايمر وباروز ضد جاكسون. يذكر أحد المصادر أن اتفاق الشرفاء «لا يزال موجوداً بلا شك»، لكن استخدامه انخفض بشكل كبير. حتى تم التعاقد مع جاكي روبينسون من قبل فريق بروكلين دودجرز في عام 1946، ضمن اتفاق الشرفاء أن اللاعبين الأمريكيين من أصل أفريقي تم استبعادهم من لعبة البيسبول المنظمة.

## في الرياضة
كثيراً ما يستخدم بين الأندية المحترفة في أوروبا على وجه الخصوص، وخصوصا في رياضة كرة القدم، والغاية من هذا الاتفاق عدم اقراره بشكل مكتوب، لمخالفته على الاغلب للشروط والقوانين، وكي لا يتم تكبيل الطرفين بشروط تعيق حرية الطرفين. ومثال ذلك، انتقال لاعب محترف من فريق لفريق اخر بشكل شفاهي، وبدون عقد وعادة لتحقيق غاية ومصالح الأطراف بمن فيهم اللاعب المحترف دون الحاجة لتوقيع العقود وغيرها مما قد يثير مشاكل قانونية ومالية في غنى عنها. أو قد يتم اتفاق تسوية من قبل نادي مع لاعب ما من اجل إنهاء ازمة أموال بينهما، بمعنى اتفاق الشرفاء أنهي الخصام بشكل ودي وبتسوية مرضية للطرفين والانتقال لفريق اخر دون الحاجة لاستمرار المشاكل والشكاوى بموجب فقرات العقد المبرم بينهما.